# Lev Dovator
Lev Mijáilovich Dovator (en ruso: Лев Миха́йлович Дова́тор, en bielorruso: Леў Міхайлавіч Даватар; 7 de febrerojul./ 20 de febrero de 1903greg. - 19 de diciembre de 1941) fue un militar soviético que combatió en las filas del Ejército Rojo durante las fases iniciales de la Segunda Guerra Mundial, tuvo una muy destacada actuación durante la batalla de Moscú. En 1941, durante los duros combates en los alrededores de Moscú fue nombrado mayor general y el 21 de diciembre se le concedió el título de Héroe de la Unión Soviética (póstumamente).

## Biografía

### Infancia y juventud
Lev Dovator nació el 7 de febrero de 1903 en Jotino, Gobernación de Vítebsk, en esa época parte del Imperio ruso, en el seno de una familia de campesinos judíos. Después de graduarse de la escuela secundaria en 1921, trabajó en una fábrica de hilado de lino en Vítebsk. En 1922 fue elegido secretario del comité del Komsomol del Volost de Jotinsky. En 1923 se graduó de una escuela del partido comunista de un año en Vítebsk.
En septiembre de 1924, se ofreció como voluntario en el Ejército Rojo, donde se desempeñó como gerente de almacén en la sede de la 7.ª División de Caballería de Samara del Distrito Militar Occidental. De febrero a junio de 1925, asistió a cursos de química militar en Moscú y, a su regreso a la división, ocupó los cargos de instructor-químico y comandante de un pelotón químico. Después de graduarse en 1929 de la escuela de caballería de Borisoglebsk-Leningrado del estado mayor de mando del Ejército Rojo, comandó un pelotón del 27.º Regimiento de Caballería Bykadorovsky de la 5.ª división de caballería de Stávropol del Distrito Militar del Cáucaso Norte. En mayo de 1932, como parte de la división, fue trasladado al Distrito Militar de Ucrania.
En octubre de 1933 fue destinado al Lejano Oriente como comisario político (politruk) en el 1.er Regimiento de Fusileros de la 1.ª División de Fusileros del  OKDVA. Después de graduarse de la Academia Militar Frunze fue ascendido a mayor en enero de 1939 y nombrado jefe del Estado Mayor de un regimiento de caballería. En abril de ese mismo año, fue ascendido a coronel y nombrado jefe de personal de la 1.ª Brigada de Caballería Independiente del Distrito Militar de Moscú. En marzo de 1941, fue nombrado Jefe de Estado Mayor de la 36.ª División de Caballería Iósif Stalin, que formaba parte del 6.º Cuerpo de Caballería del Distrito Militar Especial Occidental.

### Segunda Guerra Mundial
Al inicio de la invasión alemana de la Unión Soviética, en julio de 1941, el coronel Lev Dovator se encontraba en tratamiento en un hospital en Moscú, con lo que no pudo llegar hasta su división que fue rápidamente cercada y destruida, por lo que fue puesto a disposición del comandante del Frente Oeste el general del ejército Dmitri Pávlov. En julio de 1941, ganó la Orden de la Bandera Roja por su valentía en las batallas defensivas en el cruce Solovyovskaya a través del río Dniéper cerca del pueblo de Krasny, en el óblast de Smolensk. El coronel Dovator llevó a cabo una exitosa retirada de combate, cruzando un puente sobre el río justo antes de que los alemanes lo capturaran. En agosto de 1941, se le dio el mando de un grupo de caballería independiente formado por varios regimientos de las divisiones de caballería 50.º y 53.º, compuestas exclusivamente por cosacos de Kubán.
Entre el 4 de agosto y el 2 de septiembre, en el curso de la Batalla de Smolensk, el coronel Dovator realizó una incursión exitosa en la retaguardia del enemigo en la región boscosa y pantanosa de Smolensk, atacando las líneas de comunicaciones alemanas y destruyendo gran cantidad de material bélico. en el curso de las dos semanas que duró dicha incursión provocaron unas pérdidas a los alemanes de más de 2500 soldados y oficiales, 9 tanques, 200 vehículos y destruyeron varios depósitos militares. Por ello, en septiembre, se le otorgó el grado militar de mayor general.

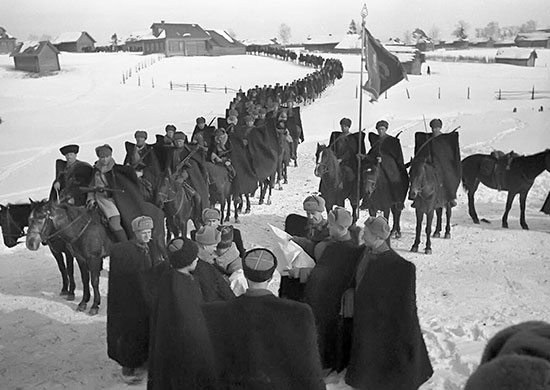
El mayor general Lev Dovator con sus soldados del 2.º Cuerpo de Caballería de la Guardia durante la batalla de Moscú

En octubre, el grupo de caballería, integrado en el 16.º Ejército del Frente Oeste libró, feroces batallas defensivas en la carretera Bely-Rzhev, mientras cubría la retirada de las unidades de fusileros en dirección a Volokolamsk, luego llevó a cabo una serie de batallas ofensivas en las áreas del embalse de Istra y en la ciudad de Solnechnogorsk. En noviembre, el grupo de caballería Dovator se reorganizó en el 3.º Cuerpo de Caballería, y el 26 de noviembre, por orden del Comisario de Defensa del Pueblo de la URSS, el cuerpo pasó a llamarse 2.º Cuerpo de Caballería de la Guardia.
El 11 de diciembre de 1941, durante la contraofensiva soviética en los alrededores de Moscú, el cuerpo de Dovator fue trasladado al área de Kubinka, 150 kilómetros en la retaguardia alemana mientras perseguía y acosaba a las tropas alemanas en franca retirada, el día 19 alcanzaron el río Ruza. Unos días después, el 21 de diciembre de 1941, durante la batalla cerca del pueblo de Pelashkino, en el raión de Ruza, óblast de Moscú, mientras combatía en el primer escalón del cuerpo, el mayor general Lev Dovator murió en combate. Fue reemplazado en el mando del cuerpo por el mayor general Issá Plíyev.

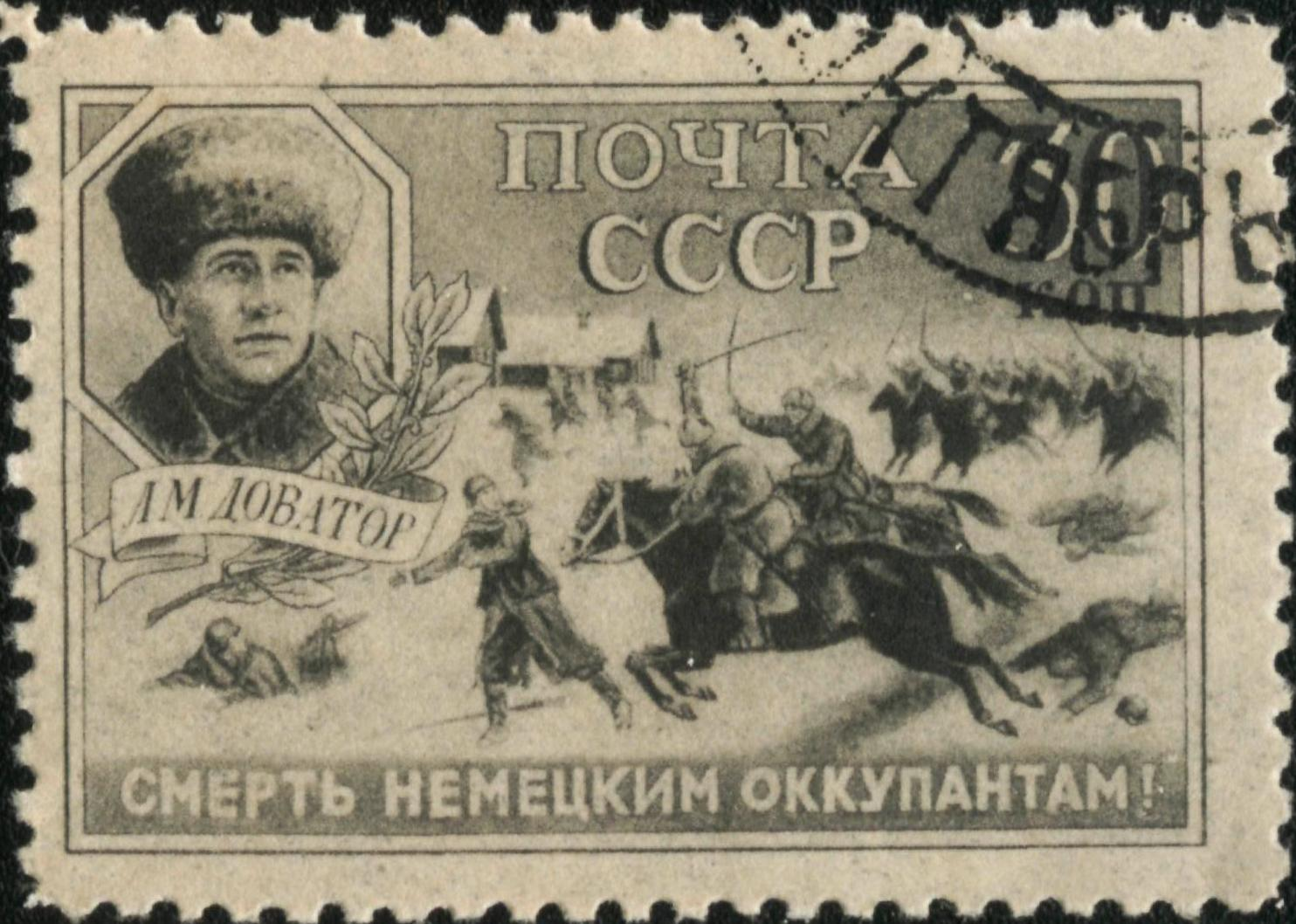
Sello de correos soviético de 1942. El sello muestra un combate de la división de caballería de Dovator en el invierno de 1941/1942 contra la infantería alemana

El 21 de septiembre de 1941, por decreto del Presídium del Sóviet Supremo de la URSS «... por el hábil liderazgo de las tropas en la lucha contra los invasores fascistas, el coraje y el heroísmo demostrado», se le concedió (a título póstumo) el título de Héroe de la Unión Soviética. Fue enterrado en el Cementerio Novodévichi de Moscú.

## Promociones
- Tumbas de los generales Lev Dovator, Víktor Talalijin y Iván Panfílov que murieron en combate durante la batalla de MoscúMayor (1939)
- Coronel (1939)

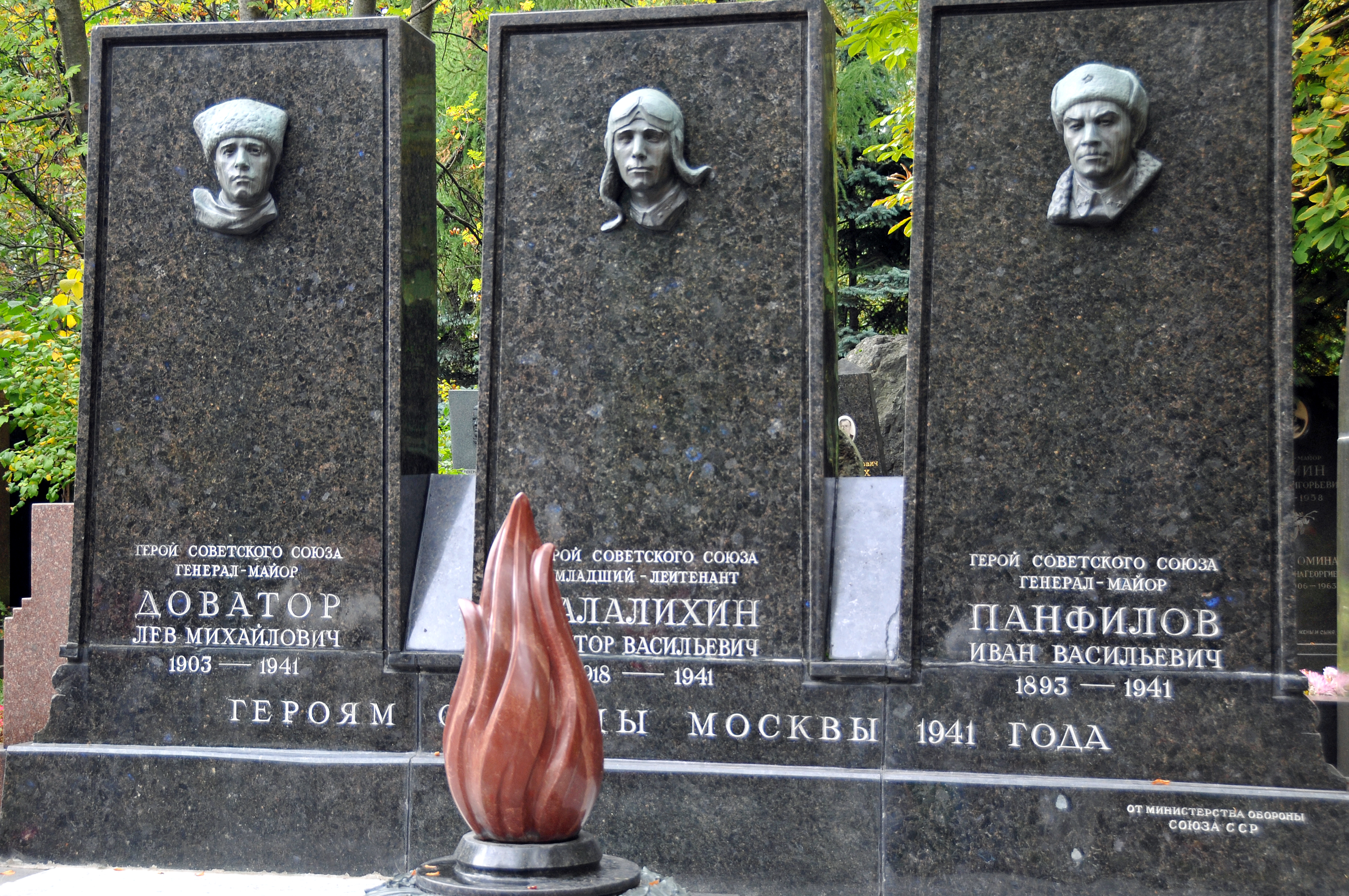
Tumbas de los generales Lev Dovator, Víktor Talalijin y Iván Panfílov que murieron en combate durante la batalla de Moscú

- Mayor general (11 de septiembre de 1941).[6]

## Condecoraciones
|  | Héroe de la Unión Soviética (21 de diciembre de 1941, póstumamente)                       |
|  | Orden de Lenin, dos veces (3 de noviembre de 1941, 21 de diciembre de 1941, póstumamente) |
|  | Orden de la Bandera Roja (9 de agosto de 1941)                                            |
|  | Orden de la Estrella Roja (22 de febrero de 1941)                                         |
|  | Medalla por la Defensa de Moscú (4 de enero de 1945, póstumamente)                        |